# Прикаспийский
Прикаспийский — посёлок в Наримановском районе Астраханской области России, административный центр Прикаспийского сельсовета.

## География
Посёлок расположен на юго-западе Наримановского района, в пределах западной ильменно-бугровой равнины, являющейся частью Прикаспийской низменности, на северном берегу ильменя Большой Джурук. Высота — 26 м ниже уровня моря.
Расстояние до столицы Астраханской области города Астрахани составляет 77 км, до районного центра города Нариманов — 110 км.
Согласно классификации климатов Кёппена-Гейгера тип климата — семиаридный (индекс BSk). Среднегодовая температура воздуха — 10,1 °C, среднегодовая норма осадков — 232 мм. Почвенный покров комплексный: на буграх Бэра распространены бурые полупустынные почвы, в межбугровых понижениях ильменно-болотные и ильменно-луговые почвы.
Часовой пояс
Прикаспийский, как и вся Астраханская область, находится в часовой зоне МСК+1. Смещение применяемого времени относительно UTC составляет +4:00.

## История
Основан в 1944 году как центральная усадьба овцеводческого совхоза «Прикаспийский». До конца 1943 года территория входила в состав Калмыцкой АССР: территория передана Астраханской области Указом Президиума ВС СССР от 27.12.1943 года «О ликвидации Калмыцкой АССР и образовании Астраханской области в составе РСФСР». С 1963 года — в составе Наримановского района Астраханской области.
В 1969 году указом президиума Верховного Совета РСФСР посёлок центральной усадьбы совхоза «Прикаспийский» переименован в Прикаспийский.
С 1976 года — административный центр Прикаспийский Совета депутатов трудящихся (с 1977 года — Прикаспийский сельсовет).

## Население
| 2002 | 2010  | 2011  | 2013  | 2014  |
| ---- | ----- | ----- | ----- | ----- |
| 1774 | ↘1597 | ↗1804 | ↘1608 | ↘1587 |

Национальный состав
Согласно результатам переписи 2002 года большинство населения посёлка составляли казахи (66 %)
| № |                           | Численность населения, чел. (2010) | % от всего | % от указав- ших нацио- наль- ность |
| - | ------------------------- | ---------------------------------- | ---------- | ----------------------------------- |
|   | всего                     | 1545                               | 100,00 %   |                                     |
| 1 | Казахи                    | 1047                               | 67,77 %    | 67,90 %                             |
| 2 | Русские                   | 360                                | 23,30 %    | 23,35 %                             |
| 3 | Даргинцы                  | 27                                 | 1,75 %     | 1,75 %                              |
| 4 | Татары                    | 23                                 | 1,49 %     | 1,49 %                              |
| 5 | Ногайцы                   | 20                                 | 1,29 %     | 1,30 %                              |
|   | другие                    | 65                                 | 4,21 %     | 4,22 %                              |
|   | указали национальность    | 1542                               | 99,81 %    | 100,00 %                            |
|   | не указали национальность | 3                                  | 0,19 %     |                                     |

## Социальная инфраструктура
В посёлке имеется несколько магазинов, дом культуры и библиотека. Медицинское обслуживание жителей посёлка обеспечивает Прикаспийская врачебная амбулатория. Среднее образование жители села получают в расположенной в посёлке средней общеобразовательной школе № 7, дошкольное — в детском саду «Былина».
Село электрифицировано, газифицировано, действуют системы централизованного водоснабжения и водоотведения.